# Gremmin (Putbus)
Gremmin ist ein Ortsteil der Stadt Putbus im Landkreis Vorpommern-Rügen in Mecklenburg-Vorpommern.

## Geografie und Verkehrsanbindung
Gremmin liegt südlich der Kernstadt Putbus. Die Landesstraße 29 verläuft nördlich. Südwestlich liegt das 72 ha große Naturschutzgebiet Wreechener See.

## Sehenswürdigkeiten
- Forsthaus (Dorfstraße 1)